# August Leopold von Reuss
August Leopold von Reuss (5. listopadu 1841 Bílina – 4. září 1924 Vídeň) byl rakouský oftalmolog.

## Život
August Leopold Reuss pocházel z rodiny lékaře a učenců, jeho otcem byl August Emanuel von Reuss. Od roku 1859 studoval na Karlově univerzitě v Praze a v letech 1863 až 1865 na univerzitě ve Vídni. V roce 1865 získal ve Vídni doktorát. V roce 1867 se stal chirurgem. Byl žákem Ernsta Wilhelma von Brückeho a Eduarda Jägera von Jaxthala. V letech 1866 až 1870 pracoval jako klinický a soukromý asistent Carla Ferdinanda von Arlta. V roce 1870 se habilitoval z oftalmologie a poté působil jako soukromý lektor. V letech 1872 až 1922 byl přednostou očního oddělení nově založené vídeňské polikliniky, kde měl přednášky s hojnou návštěvností. V letech 1884/85 byl druhým přednostou II.oční kliniky. V roce 1885 získal Reuss mimořádnou profesuru a v roce 1889 se stal zástupcem ředitele polikliniky, kterou v letech 1909 až 1918 vedl. V roce 1904 získal titul a v roce 1914 čestnou profesuru. Kromě toho od roku 1881 pracoval jako městský oční lékař pro chudé a provozoval rozsáhlou praxi.
Reuss pojal oftalmologii z matematické stránky (optika, oftalmometrie, zakřivení rohovky) a vyvinul vlastní metodu fluoroskopie. Zaměřil se také na oční poruchy z povolání a školy (vliv práce na blízko na rozvoj krátkozrakosti u studentů, barvocitu, barvoslepost a refrakce u železničního a námořního personálu) a stal se průkopníkem školní hygieny se svými návrhy zlepšení. Významné jsou také jeho výzkumy zorného pole u nervových onemocnění, zejména u traumatických neuróz. Napsal 76 vědeckých prací, četné oftalmologické vzdělávací spisy a několik botanických esejí.
Po Reussovi jsou pojmenovány Reussovy barevné tabulky; v minulosti se používaly k určení stupně barvosleposti.
Jeho syn August Reuss (1879-1954) byl profesorem dětského lékařství ve Štýrském Hradci a ve Vídni a u.a. Vedoucí Říšského institutu pro „ochranu mateřství a péči o kojence“ ve Vídni-Glanzingu. Svou knihou The Diseases of the Newborn, vydanou v Berlíně v roce 1914, se stal průkopníkem neonatologie ve Vídni.

## Dílo
- Ophthalmometrische Studien. Zusammen mit M. W. Woinow, Wien 1869.
- Die Augen der Schüler des Leopoldstädter Communal-Real- und Obergymnasiums in Wien. Wien 1874.
- Untersuchungen über die optischen Constanten ametropischer Augen. 1877.
- Ophthalmometrische Mitteilungen.
- Einfluss des Lebensalters auf die Krümmung der Hornhaut. In: Albrecht von Graefe: Archiv für Ophthalmologie 27, Abt. 1, 1881.
- Die Blindheit und ihre Ursachen. Sammlung gemeinnütziger Vorträge. Praha 1881.
- Refractionsveränderungen im jugendlichen Auge.
- Über den Nystagmus der Bergleute. In: Albrecht von Graefe: Archiv für Ophthalmologie 23, Abt. 3, 1877.
- Farbsinn und Refraction bei Eisenbahnbediensteten. In: Albrecht von Graefe: Archiv für Ophthalmologie 29, Abt. 2, 1883.
- Neue Methode zur Erkennung der Farbenblindheit.
- Die Keratitis maculosa.
- Ophthalmologische Mittheilungen aus der II. Augenklinik.
- Das Gesichtsfeld bei functionellen Nervenleiden. Deuticke, Wien 1902.
- Die elektrische Behandlung entzündlicher Augenkrankheiten. In: WMW 63, 1913.
- Beiträge zu Albert Eulenburgs Real-Encyclopädie der gesammten Heilkunde.